# Zgodovina Kitajske
Zgodovina Kitajske raziskuje pretekla dogajanja na območju današnje Ljudske republike Kitajske in v njeni neposredni bližini od prazgodovine do danes. 
Kitajska je razvila prvo od visokih kultur na svetu, saj se je že v 3. tisočletju pr. n. št. širilo znanje o obdelovanju polj in takrat so nastale številne poljedelsko usmerjene province, kot so Gansu (kitajsko: 甘肃), Šaanši (kitajsko: 陕西), Šanši (kitajsko: 山西), in Henan (kitajsko: t河南). Rodovitna zemlja je nudila možnost za hiter razvoj poljedelstva in s tem države. Vse znanje je prišlo z Bližnjega vzhoda.

## Prazgodovina
V prazgodovinsko obdobje Kitajske prištevamo čas približno do leta 1500 pr. n. št. Med letoma 2500 pr. n. št. in 1500 pr. n. št. so se na Kitajskem razvile različne neolitske kulture:

## Neolitik na Kitajskem
Starost neolitika na Kitajskem se lahko izsledi nazaj med 12.000 in 10.000 prnšt. Do 7000 prnšt.,je na kitajskem bilo obobje pogosto obdelovanje žita prosa, značilno za Jia hu kulturo. Na petroglifih najdenih v provinci Nin šja, kjer so odkrili okoli 8.453 posameznih znakov, kot so, luna, zvezde, bogove in prizore lova na živali in pašo. Kasneje je Jang šao kultura nadomestila Long šan kulturo okoli 2500 pred našim štetjem. V obdobju kulture Longšan je obdelava keramike dobila visoko umetniško vrednost. Izdelovali so tudi posode na treh nogah, udomačili so konja prerokovali s kostmi. V času kulture Šjiaotun (kitajsko: 小屯 Xiaotun) so naslikali številne zanimive oblike, ki so jih nekoliko pozneje v dinastiji Šang vlili v bron.Te oblike so pozneje postale osnovne oblike kitajskih kulturnih posod.
Seznam nekaj neolitskih kultur:
- 7500 pr. n. št.- 6100 pr. n. št.- Pengtongšan kultura
- 7000 pr. n. št.- 5000 pr. n. št. - Peiligang kultura
- 6500 pr. n. št.- 5500 pr. n. št. - Houli kultura
- 6200 pr. n. št.- 5400 pr. n. št. - Šinglongvan kultura

### Trije vladarji in pet cesarjev
Trije vladarji in pet cesarjev so bili skupina mitoloških vladarjev in  šengov (modrecev) iz starodavne Kitajske. Danes veljajo za kulturne junake, v starih časih pa so jih častili kot božanske duhove prednikov. Živeli naj bi pred dinastijo Šja in bili do neke mere breztelesni.
Med njimi so bili Rumeni cesar, Šennong in Fu Ši.

### Dinastija Šja
Dinastija Šja velja za prvo kitajsko dinastijo, ki naj bi vladala približno med letoma 2100 in 1554 pr. n. št. Dinastija Šja je še vedno predmet velikih debat in dvomov ali je sploh obstajala ali pa so si jo izmislili, to še vedno raziskujejo svetovni arheologi in priznani zgodovinarji. Nekaj vaz in vrčev so našli iz tega obdobja, a še vedno ni znano, ali so pripadali dinastiji Šja ali ne.

### Dinastija Šang
V času začetka bronaste dobe (po 1500 pr. n. št.), se je pojavila dinastija Šang (kitajsko: kitajsko: 商朝 Shang chao = dinastija Šang), ki se včasih imenuje tudi Jin (kitajsko: kitajsko: 殷代 Yin dai = obdobje Jin). S tem se je končalo prazgodovinsko obdobje na Kitajskem.
Cesarji dinastije Šang so vladali od leta 1554 pr. n. št. do 1045 pr. n. št.
Velikosti njihove države se ne da natančno določiti. Njeno središče je bilo zagotovo ob Rumeni reki. Poznali so pisavo, mesta s hišami in obdelavo brona. Plačevali so s polžki, ki so imeli veljavo denarja. Najpomembnejša najdba iz tistega obdobja so orakeljske kosti, ki so služile za prerokovanje. Obstaja možnost, da so na Kitajskem poleg dinastije Šang hkrati obstajala tudi manjša kmečka kraljestva. 
Kultura in umetnost Šangov sta bili na zelo visoki ravni. Najpomembnejša tehnika je bilo litje brona. Razvilo se je mnogo tehnik in narediti so znali številne brezhibne oblike. Bron je bil še vedno tako redek, da so ga uporabljali le za izdelovanje orožja in verskih predmetov. V takratnem času je večina ljudi še živela na stopnji mlajše kamene dobe. Posode, ki so jih izdelovali, so bile bogato okrašene. Zelo značilna taka posoda se imenuje ju. To je trinožna posoda s pokrovom, poslikana z živalskimi motivi. Najbolj značilna žival na teh posodah je tiger s široko odprtim gobcem. Tiger je veljal za božanstvo rodovitnosti in zemlje. Krasili pa niso le brona. Zelo pogosto so krasili tudi predmete iz žada, ki so mu pripisovali magično moč. Med keramiko je bilo zelo cenjeno belo posodje.
O veri v tistem času je znano zelo malo. Verjetno je bilo glavno božanstvo bog Ti. Častili so prednike in pri pogrebnih slovesnostih so sodelovali člani družine. Verovanje se jim je zdelo popolnoma samoumevno.
Dinastijo Šang so zrušila plemena, naseljena okoli reke Vei (渭河, Wei he). Njihov voditelj Vu Vang (kitajsko: 周武王) je ustanovil novo dinastijo Džov.

### Dinastija Džov
Cesarji dinastije Džov (kitajsko: kitajsko: 周朝 Zhou chao = dinastija Džov) so vladali  od leta 1045 pr. n. št. do 221 pr. n. št.
Začeli so v provincah Šaanši in Šanši (to sta dve kitajski pokrajini, ki imata zelo podobni imeni - razlikujeta se samo po akcentu; poslovenjeno se obe imeni izgovarja kot Šanšji). Bili so vazali Šangov. Zadnjega cesarja Šanga so vrgli s prestola zaradi slabega načina vladanja. Čas dinastije Džov se deli na tri obdobja:
- Zahodni Džov (1045 pr. n. št. - 770 pr. n. št.). Glavno mesto je bilo Pang pri današnjem mestu Čangan (kitajsko: 长安) v dolini reke Vei.
- Vzhodni Džov (770 - 221 pr. n. št.)
  - Vzhodni Džov v obdobju pomladi in jeseni (770 pr. n. št. - 476 pr. n. št.). Glavno mesto v tem obdobju je bil Luojang (kitajsko: 洛阳). Do selitve  glavnega mesta je prišlo zaradi pritiska barbarov s severa. V tem času je dinastija Džov izgubila dejansko oblast in je imela smo še versko funkcijo. Dejansko oblast so prevzeli veliki fevdalci.
  - Vzhodni Džov v obdobju vojskujočih se držav (476 pr. n. št. - 221 pr. n. št.)

V času dinastije Džov je prišlo na Kitajskem do razcveta umetnosti in znanosti, zlasti filozofije. V tem času sta živela najslavnejša kitajska filozofa Konfucij (kitajsko kitajsko: 孔夫子 Kong Fuzi), utemeljitelj Konfucijanstva, in Laozi (kitajsko: 老子), utemeljitelj daoizma. V času dinastije Džov se je na Kitajskem do vrhunca razvila umetnost obdelave brona in začela obdelava železa.

### Dinastija Čin
Dinastija Čin (kitajsko: kitajsko: 秦朝 Qin chao = dinastija Čin) je vladala zelo kratek čas - samo od leta 221 pr. n. št. do 206 pr. n. št. 
Vladavina dinastije Čin je v bistvu omejena samo na enega vladarja, ki pa je zgodovinsko zelo pomemben. To je bil cesar Čin Ši Huangdi (kitajsko: 秦始皇帝), ki je na kitajskem ozemlju ustvaril prvo enotno državo. Naziv Čin Ši Huangdi pomeni Prvi božji cesar Čina (njegovo pravo ime je bilo kitajsko: 嬴政 Jing Dženg). V času njegove vladavine so imeli zelo dobro razvito orožje. Državna uprava, vojska in zakoni so bili urejeni. Izvedli so številne reforme na različnih področjih. Odpravili so fevdalizem iz prejšnjih dob. Glavno mesto je bilo Šjanjang (kitajsko: kitajsko: 咸阳). Pojavil se je predhodnik dosti poznejšega kitajskega zidu. S smrtjo cesarja Čin Ši Huangdija je propadla zelo napredna dinastija Čin. Aristokrati so želeli povrniti fevdalni režim, a so se jim kmetje uprli.

## Obdobje dinastij po bakreni dobi
Za to obdobje je značilna vpeljava uradniških postopkov - birokratizacija.

### Dinastija Han
Cesarji dinastije Han (kitajsko: kitajsko: 漢朝 Han chao = dinastija Han) so vladali v razponu od leta 206 pr. n. št. do približno 220 n. št.
Cesar Gaodzu (kitajsko: 高祖 Gao zu = ustanovitelj Gao, pravo osebno ime kitajsko: 劉邦 Liu Bang) si je za prestolnico spet izbral mesto Čangan. Da je zadovoljil tovariše je moral navidez ponovno uveljaviti fevdalni režim. A odločil se je za drugačno zgradbo države. Demokratiziral je državne službe. Kmalu mu je uspelo vzpostaviti ponoven red v državi. A ko je sam umrl, ga je leta 195 pr. n. št. nasledil kratko vladajoči sin Hui (kitajsko: 惠). Po njegovi smrti je oblast prevzela kruta cesarica, Huijeva vdova. Dala je ubiti Huijevega brata in tako ji nihče ni mogel ogroziti položaja. Sorodnikom po svoji strani je podelila tri kraljestva: Džao, Jan in Lü, in s tem razdelila državo. Po njeni smrti se je nasilje v dinastiji nadaljevalo in začela se je ena najnasilnejših dob kitajske kulture in zgodovine. Država pa se je v tem času hitro širila in krepila. Začeli so osvajati severno Korejo. K temu so pripomogli številni vladarji iz starejše dinastije Han (imenovane tudi Zahodni Han).
V času ob začetku našega štetja se je povzpel na oblast Vang Mang (kitajsko: 王莽), ki je bil državni uradnik in namestnik mladoletnega cesarja Pinga in poznejšega Ruzi Jinga. V začetku leta 9 n. št. se je oklical za cesarja in ustanovitelja nove dinastije Šin (kitajsko: kitajsko: 新朝 Xin chao = nova dinastija). Bil je dober spletkar, vendar slab vladar. V notranjosti države so med podložniki divjali nemiri. Združili so se v upor imenovan Rdeče obrvi. To je bilo leta 18 n. št. V tistem času se je zgodila silovita poplava, ki je imela katastrofalne posledice na zelo gosto poseljenem območju. To je še okrepilo Rdeče obrvi in pridružili so se jim vojaki iz zelenih gozdov. A voditeljem uporov je cilj ušel iz rok in njihovi vojaki so upor spremenili v krvavo revolucijo, usmerjeno proti vladajočemu razredu. General upornikov Guangvu (kitajsko: 光武, pravo osebno ime kitajsko: 劉秀 Liu Xiu)  je leta 25 zavzel glavno mesto in oklical sorodnika Gengšija za cesarja Kitajske (Vzhodni Han, od leta 25 - 220). Ker je bil ta nesposoben, je oblast kmalu po tem prevzel Guangwu osebno in obnovil dinastijo Han (to obdobje imenujemo obdobje nove dinastije Han ali Vzhodni Han).
V času obnovljene dinastije Han je prišlo do ponovnih velikih osvajanj. Cesarske čete so prispele do Tarimske kotline, a je zaradi slabih obrambnih pogojev niso zavzeli. Takrat pa so se začeli nemiri med Tibetanci. Te nemiri so trajali celo desetletje. To je bil najverjetneje razlog da se je nehalo trgovanje po kopnem in se je začelo morsko trgovanje. 
V tistem času so imeli velik vpliv dvorni uslužbenci - evnuhi. Vsak dan so cesarje prepričevali v svoje interese. Cesar Šun (kitajsko kitajsko: 漢顺帝 Han Shun di = hanski cesar Šun), ki je vladal od leta 125 do 144, je izdal odlok, da lahko posvojijo sinove. To je njihov vpliv še povečalo. Po smrti cesarja Huana (kitajsko: 漢桓帝 Han Huan di = hanski cesar Huan) leta 168 ni bilo nobenega dediča več. Oblast so prevzeli dvorni evnuhi in iztrebili rodbino Liang, iz katere je bila cesarica - vdova. Umorili so številne politične nasprotnike in to je državo privedlo do upora rumenih turbanov. Med uporom je država izgubila oblast nad južnim in zahodnim delom. To je državo razdelilo na tri dele in povzročilo konec dinastije Hanov.
Najbolj pomembno izvozno blago v tem času je bila svila, ki je bila cenjeno blago predvsem med Parti in Rimljani. Kitajsko in Sredozemlje je povezovala svilna pot, po kateri so potovale trgovske karavane. V dinastiji Hanov so znali izdelovati daljše kose svile in tako izdelkom dvignili vrednost. V nekaterih predelih je svila postala plačilno sredstvo.
V času mlajše dinastije Han se je po Kitajski razširil budizem.

### Obdobje treh kraljestev
3. stoletje našega štetja velja za obdobje treh kraljestev, ki so nastala okoli leta 220 po uporu rumenih turbanov ter se ponovno združile leta 280. To obdobje se po kitajsko imenuje 三国, San guo = Tri kraljestva. 
Voditelj Sun Čuan (kitajsko: 孙权, beri: Sun Ćüan) je ustanovil Vzhodni Vu ali Sun Vu (kitajsko: 孫吳) oziroma Dong Vu (kitajsko: 東吳) na jugovzhodu Kitajske. Voditelj Lju Bej (kitajsko: 刘备) je ustanovil Kraljestvo Šu ali Šu Han (kitajsko: 蜀漢) na jugozahodu. Voditelj Cao Cao (kitajsko: 曹操) pa je ustanovil Državo Vej ali Cao Vej (kitajsko: 曹魏), ki je obsegala severni del Kitajske. Cao Cao je imel sina  Cao Pija, ki se je oklical za cesarja in začetnika nove velike dinastije Vej. Lju Bej (ustanovitelj kraljestva Šu) in Sun Čuan (ustanovitelj Sun Vuja) sta sledila njegovemu zgledu in se tudi oklicala za cesarja.
Kitajska je bila spet združena pod dinastijo Džin (kitajsko: 晋朝 Jin čao = dinastija Jin) po letu 265. Enotnost države so ogrožali vdori barbarskih plemen s severa.

### Zakonite in nezakonite dinastije
Država se je še bolj drobila. Nastale so številne nove, zakonite in nezakonite kraljevine in dinastije. Razpadanje so pospešili vdori barbarov (npr. Huni). Vladale so Zahodni Jin (265 - 316) in Vzhodni jin (317 - 420).

#### Severne in južne dinastije (420 - 581)
Na jugu so oblast prevzele zakonite dinastije, ki so vladale severno od reke Jangce. Tam so živeli Kitajci, vladala jim je dinastija Liu-Song (kitajsko: 劉宋) - bili so sorodniki Hanov. Sledila jim je dinastija Či (kitajsko: 齊, 479 - 501), dinastija Liang (kitajsko: 梁, 502 - 555) ter dinastija Čen (kitajsko: 陳, 555 - 589).
Na severu so vladale tako imenovane nezakonite dinastije. Tu so se izoblikovale številne barbarske države. Različna mongolska in turška plemena (verjetno tudi Huni), so se tu popolnoma pomešala. To so bili nomadi in to jim je bilo vsem skupno. Te državice so ena drugo napadale in se uničevale. Na severu Kitajske torej ni bilo miru.
Do ponovnega zedinjenja Kitajske je prišlo šele ob nastopu dinastije Sui, ob koncu 6. stoletja n. št.

### Dinastija Sui
Cesarji dinastije Sui (kitajsko: kitajsko: 隋朝 Sui chao = dinastija Sui) so vladali v razponu od leta 581 do 618.
Država je bila razdeljena zelo dolgo časa. Ponovno jo je združil Yang Jian (kitajsko: 杨坚), pozneje imenovan tudi cesar Ven (kitajsko: 文), leta 581 in s tem začel dinastijo Sui. Po številnih reformah je nazadnje moral uničiti še zadnjo zakonito dinastijo na jugu, dinastijo Chen. za ta podvig je potreboval osem let priprav. Uspelo mu je leta 589. 
Naredil je številne reforme na področju javne uprave. Začel je z razdeljevanjem živil in posesti revnim kmetom. To je zaplenil bogatejšim, največkrat svojim političnim nasprotnikom. Ponovno je uvedel tlako, a je znižal število delovnih dni. Njegovo delo je nadaljeval sin Jang. Znan je po tem, da mu je milijon tlačanov zgradilo Cesarski kanal. Ta kanal je povezoval sever z jugom in s tem je ponovno pokazal, da je Kitajska enotna. V času njegovega vladanja je na pomenu zelo dobilo gradbeništvo, ki je neverjetno napredovalo. Pozneje so vladarji dinastije Sui začeli preganjati tuja ljudstva, ki so se v prejšnjem času naselila na njihovem ozemlju. Država se je začela širiti na južni Vietnam in Korejo. Pozneje niso imeli sreče z osvajanjem Koreje, zaradi kuge, ki se je razširila med vojaki. Leta 610 je začelo prihajati do nemirov. Ljudje niso marali tlake, gradnje kanalov in ogromnih stavb, prav tako niso marali neuspešnih pohodov na Korejo. Severni del se je uprl. Cesar je zbežal na južni del Kitajske. Tam so ga leta 618 umorili, kar je pomenilo konec dinastije Sui.

### Dinastija Tang
Cesarji dinastije Tang (kitajsko: 唐朝 Tang chao = dinastija Tang) so vladali v razponu od leta 618 do 907 (različni podatki).
Začetnik dinastije Tangov je Li Yuan (kitajsko: 李淵). Kitajsko je popeljal na sam vrh civilizacij tistega časa in tako je bila Kitajska najnaprednejša država na svetu, bolj napredna od evropskih in turških. V tistem času je kitajska doživela velik ozemeljski razpon, največji do sedaj. Premagali so nadležne Turke in v tem času jim je le uspelo zavzeti Korejo. Tibetanci so ponovno postali nadležni, kljub dotedanjim prijateljskim odnosom. Združili so se z Ujguri in večkrat močno napadli Kitajsko. V tem času je na Kitajskem skoraj prišlo do državljanske vojne, ker so se vodilni v državi prerekali med seboj. V času dinastije Tang se je na Kitajskem prvič pojavil papirnat denar. Leta 780 se je okrepilo denarno gospodarstvo in tudi davke so začeli plačevati z denarjem. Trgovanje po kopnem je potekalo po svilni cesti, pomorsko trgovanje pa je do tega časa bilo le z Korejo, v tem času pa se je začelo tudi z Arabci. Leta 770 so iznašli tisk.

### Obdobje petih dinastij in desetih držav
V 10. stoletju se je v zelo hitrem času zvrstilo pet dinastij (kitajsko: 五代 wu dai) ter deset držav (kitajsko: 十国 shi guo). 
Na severu se je zamenjalo pet dinastij: Pozni Liang (907 - 923), Pozni Tang (923 - 937), Pozni Jin (937 - 946), Pozni Han (946 - 950) in Pozni Džov (951 - 960).
Na jugu se je v istem času izoblikovalo več držav - tradicionalni zgodovinarji jih po navadi naštevajo deset: Vu, Vujue, Min, Ču, Južni Han, Zgodnji Šu, Pozni Šu, Džingnan, Južni Tang in Severni Han.

### Dinastija Song
Cesarji dinastije Song (kitajsko: kitajsko: 宋朝 Song chao = dinastija Song) so vladali v razponu od leta 960 do 1279: Severni Song (960 - 1127) in Južni Song (1127 - 1279).
Kitajsko je ponovno združil general Zhao Kuangyin (kitajsko: 趙匡胤, beri: Džao Kuang-jin) kot cesar imenovan Taizu (kitajsko: 太祖). Kitajska ob združitvi še zdaleč ni bila takšna kot v času dinastije Tangov. Bila je veliko manjša. Kitajci so v tem času gojili le svojo kulturo, ker so bili z vseh strani obdani s sovražnimi sosedi. Napisali so številne enciklopedije in te so imele na tisoče strani. V slikarstvu so cenili umetnike, ki so obvladali različne zgodovinske sloge. Zaradi pomanjkanje bakra in drugih kovin se je močno uveljavil papirnat denar. Ko se država sedaj ponovno združi, vpliv meščanstva zelo narase. Meščani so bili v večini visoko specializirani zasebni obrtniki in trgovci, ki so se ukvarjali z veletrgovino. Tokrat trgovci začnejo pluti na morja in ne kot prej, ko so Arabci prihajali do njih. Plujejo do Japonske, kraljestva Čampa, na Malajski polotok in v indijska ter bengalska mesta. Na čelu centralne uprave v državi Sungov so bila tri vrhovna ministrstva za gospodarstvo, vojaštvo in finance. V tem času je zelo napredovalo znanje matematike, kemije (iznajdba smodnika in solitra), medicina (okoli 1145 prvo raztelešenje mrliča) in farmacija ter civilna in vojaška tehnika. Zelo pomembno je bilo slikarstvo. Odpirali so slikarske akademije in prirejali so številna tekmovanja. Uradniku, ki je bil nadarjen za slikarstvo, se je odpirala bleščeča kariera v državni službi. Songovsko slikarstvo najbolj ustreza takratnemu evropskemu okusu.

### Mongolska nadvlada (dinastija Juan)
Tej dinastiji so vladali od 1279 do 1368. Začetnik dinastije Juan (kitajsko: kitajsko: 元朝 Yuan chao = dinastija Juan) je sicer Kublajkan, ki pa je posthumno razširil naziv kitajskega cesarja na svoja prednika deda Džingiskana in očeta Ögedeja. Džingiskan je leta 1206 združil Mongole in jih v naslednjih dveh desetletjih vodil v osvajalnih vojnah širom Evrazije. Med drugim je uničil tangutsko cesarstvo Ši Šja in močno oslabil džurčensko cesarstvo Jin. Zavzetje Jina je zaključil Ögedej leta 1234, ki se je v nadaljevanju zapletel v vojno z Južnim Songom, le-tega pa je leta 1279 dokončno zavzel Kublajkan, ki se je, kot napisano, oklical za cesarja nove dinastije Juan. Obdobje mongolske vladavine je bilo stabilno za Kitajsko: evrazijska celina od Koreje do Črnega morja in od sibirske tajge do Perzijskega zaliva je bila povezana v enoten politični in ekonomski prostor (Pax Mongolica). V obdobju Kublajkanove vlade je Kitajsko obiskal Marco Polo.

### Dinastija Ming
Cesarji dinastije Ming (kitajsko: kitajsko: 明朝 Ming chao = dinastija Ming) so vladali v razponu od leta 1368 do 1644. Začetnik dinastije je bil cesar Zhu Yuanzhang (kitajsko: 朱元璋), kot cesar imenovan Hongvudi (kitajsko: 洪武帝). Državo je moral precej prenoviti. Razdelil jo je na prefekture. V tem obdobju so zgradili kitajski zid. Zelo natančno so popisali prebivalstvo in obdelano zemljo. Ta in podobni ukrepi so dali zagon gospodarstvu. Število prebivalcev je zelo naraslo, saj je bilo leta 1400 na kitajskem 65 milijonov ljudi, leta 1600 pa kar 150 milijonov ljudi. Leta 1368 so izgnali Mongole, a ti so po tem še večkrat vdrli vanjo. A Kitajci so proti njim opravili kar devet vojnih pohodov. Zaradi stretja moči Mongolov je imelo priložnost za vzpon drugo stepsko ljudstvo imenovano Oiarti (kitajsko Vei-la). Ravno zaradi njih so Kitajci dokončali kitajski zid. Kljub temu so barbari dvakrat prišli čezenj, a svojih uspehov niso znali izkoristiti, saj so le ropali. Opravili so tudi sedem velikih odprav na morje in prijadrali so vse do Jave, Sumatre, do Indijskega oceana, v Perzijski zaliv, Aden, Džido in celo do vzhodne obale Afrike. Iz Afrike so pomorščaki v domovino pripeljali živo žirafo. A kljub odličnim pomorščakom, se Kitajci niso bili sposobni upreti japonskim gusarjem. Namesto da bi jih premagali z močnim ladjevjem (62 ladji in 27 000 mož posadke- največje ladjevje), so utrjevali obalo, ker pa s tem niso bili uspešni so evakuirali ves obalni pas in ga preselili v notranjost dežele. Šele med letoma 1592 in 1598 so opravili uspešno invazijo na Korejo in jo zaščitili pred Japonci. 

#### Stik z Evropo
- leta 1517 v Kanton pridejo Portugalci, a jih zaradi nespodobnega vedenja domačini preženejo,
- leta 1600 stik s Španci,
- leta 1607 stik z Nizozemci,
- leta 1673 stik z Angleži,
- leta 1575 prvi misijonarji,
- leta 1601 italijanski jezuit Matteo Ricci dobi dovoljenje za vstop v Peking, kjer leta 1610 tudi umre.

### Dinastija Čing
Vladarji dinastije Ming so bili zadnji vladarji, ki so bili etnično pripadniki največjega kitajskega ljudstva Han. Po tem so na oblast prišli cesarji iz rodbine Mandžu, ki so bili etnično Mandžurci. Ustanovili so dinastijo Pozni Jin, ki so jo pozneje preimenovali v Čing (Qing, beri: Čjing oziroma Ćing; kitajsko: kitajsko: 清朝 Qing chao = dinastija Qing). Vladali so od leta 1644 do 1911.
Začetnik dinastije je bil cesar Nurhaci (mandžursko: ; kitajsko kitajsko: 努爾哈赤 Nuerhachi), ki je premagal vojsko dinastije Ming in osvojil severovzhodni del kitajskega ozemlja. Osvajanje je nadaljeval njegov sin Huang Taiji, ki velja za prvega cesarja dinastije Qing.
Mandžurska oblast se je še utrdila med letoma 1644 in 1796. V tem času so bili pomembni trije cesarji: Kangxi (beri: Kang-šji, kitajsko: kitajsko: 康熙, vladal 1662-1722), Yongzheng (beri: jong-dženg, kitajsko: kitajsko: 雍正, vladal 1723-1735) in Qianlong (beri: Čjan-long, kitajsko: kitajsko: 乾隆, vladal 1736-1796). Pripomogli so k hitri rasti prebivalstva, še posebej pa so pomagali južnokitajskemu  prebivalstvu. Pridobili so velika ozemlja, podredili so si Tibet, Kukunor in vzhodni Turkestan. Z Rusi, ki so v 17. stoletju začeli prodirati čez Sibirijo proti Kitajski, so 7. septembra sklenili sporazum o meji na Amurju. Ta dokument je bil napisan v latinščini, ruščini, kitajščini, mandžurščini in mongolščini. To je bil prvi sporazum sklenjen med Kitajsko in kako evropsko državo.
Že leta 1774 se je začenjala kriza za Kitajsko. Zvrstile so se številne ljudske vstaje, med največje štejemo vstajo Belega lotosa.  Prebivalstvo je leta 1800 štelo 295 milijonov ljudi. Med letoma 1839 in 1842 so trajale opijske vojne, v katerih je Kitajska podlegla Angliji. Med letoma 1850 in 1866 je trajal uničujoč upor Tai-Pingov. Zmaga Angležev je za Kitajce pomenila izgubo Hong Konga in  prosto trgovino z Angleži, ki so jo ves čas zatirali. Ker Kitajci niso marali Angležev, so leta 1856 začeli z drugo opijsko vojno, ki je trajala do leta 1860. Ponovno so izgubili in Angležem so morali odstopiti še enajst pristanišč. Kmalu so morali skleniti pogodbo z večino Evropskih držav in z ZDA. Zaradi pritiskov iz vseh strani Rusije, Japonske, Anglije, ZDA in ostalih evropskih držav ter zaradi notranje nestabilnosti je leta 1912 propadla Mandžujska oblast in nastopila je prva republika.
Zadnji predstavnik dinastje Čing je bil tudi zadnji kitajski cesar. To je bil Puyi (kitajsko: 溥仪), ki je postal cesar leta 1908, ko je bil star dve leti. Leta 1911 mu je republikanska vlada odvzela realno oblast. V letu 1917 so ga za 12 dni ponovno ustoličili, vendar je bilo nasprotovanje premočno, da bi lahko ostal na oblasti. Do leta 1924 je lahko še živel v cesarski palači v Prepovedanem mestu, potem pa so ga izgnali. Leta 1932 so ga Japonci postavili za vladarja mandžurske marionetne države Mandžukuo. Po koncu druge svetovne vojne ga je ujela sovjetska Rdeča armada, ki ga je pozneje izročila kitajskim komunističnim oblastem. Po desetih letih v "prevzgojnem taborišču" je bil izpuščen na svobodo in je do smrti leta 1964 opravljal javna dela.

## Moderna Kitajska

### Republika Kitajska (1912-1949)
14. februarja 1912 je bil Juan Šikaij (kitajsko: 袁世凱) izvoljen za predsednika republike Kitajske. A leta 1915 se je oklical za cesarja, kar je obudilo odpor najvišjih krogov, ki so ga prisilili, da je odstopil s položaja predsednika in cesarja. Naslednji predsednik je spet hotel postati cesar, a mu je to uspelo le za kratek čas. To dokazuje, da se republika še ni popolnoma uveljavila. Pozneje se je uveljavil komunizem. Kitajska je postala članica Organizacije združenih narodov.

#### Komunizem na Kitajskem 1927/37
Mao Cetung je zelo pomemben za komunizem v tem času na Kitajskem. Z njim se je seznanil kot uslužbenec na pekinški univerzi. V svojem rodnem kraju je spodbudil kmete k vstaji imenovani Vstaja žetve, a so jo jeseni zadušili nasprotniki komunizma, KMT (Kuomintanga). Mao je ubežal iz zapora in na meji med deželo Hunan in Čjangsi na nedostopnem kraju v gorah, zgradil komunistično celico. A zaradi velikega pritiska KMT so se na dolgem pohodu umaknili v Žuidžin. Na svojo stran so pridobivali kmete. Kitajski komunisti in KMT so se med seboj bojevali vse do vojne z Japonsko, ki jih je prisilila v premirje. Ko Kitajcem ni več grozila japonska  nevarnost, se je ponovno vnel spopad za oblast med Kuomintangom (KMT) in Komunistično partijo Kitajske (KPK). Vendar so se januarja leta 1946 vse Kitajske stranke začasno strinjale, da ustanovijo demokratsko koalicijsko vlado. A to strinjanje ni trajalo dolgo in takrat je prišlo do odkritega spopada med KMT in KPK. KMT je imel tri milijone vojakov, ki so bile dobro oboroženi, a ne izurjeni. Enkrat je bolje kazalo eni strani, nato drugi, a na koncu je bila vsa Kitajska pod komunističnim vplivom, to pa so razglasili 1. oktobra 1949 in to je tudi datum ustanovitve Ljudske republike Kitajske.

#### Japonsko-kitajska vojna 1937/45
Sprva je prišlo le do streljanja na nekem mostu, kar se je hitro prelevilo v vojno, saj nobena stran ni hotela odnehati. Japonci so odprli tri fronte. Hitro so napredovali po Kitajski in Kitajci so se morali umikati. Ker jim na frontah ni nikoli uspelo zmagati, so se na koncu odločili za partizansko taktiko (zasede, nenadni hitri napadi… boji, ki se niso odvijali na frontah). S to taktiko so želi velike uspehe. Po Japonci so pridobili kitajsko Mandžurijo, ki je postala samostojna, a marionetna država Mandžukuo (japonsko: 満州国, izgovorjava mančakvu). Državo je vodil zadnji kitajski cesar iz dinastije Čing, Puji, saj je v njej videl priložnost za ponovno uveljavitev cesarske Kitajske.
Vladar Mandžukua je pod pritiskom japonskih državnikov napovedal vojno Angležem, Francozom in ZDA, a so se vanjo spustili le Američani, po napadu na Pearl Harbor.

### Ljudska republika Kitajska (1949-danes)
Po drugi svetovni vojni, zaradi spleta nenavadnih okoliščin, napada Japoncev, ki so uničili odporniško gibanje Kuomintang, podpore Sovjetov in umika Američanov, so prišli na oblast Mao Cetungovi komunisti. Komunizem je za uresničenje svojih idej žrtvoval na milijone ljudi, ki so imeli drugačno prepričanje in so bili na poti tem ciljem. Nekateri ocenjujejo, da je izgubilo življenje od 70 do 80 milijonov ljudi. Za te pogrome, ki so nasilno vpeljali spremembe na vseh področjih v načinu življenja in mišljenju naroda ter za hudo preganjanje vere med narodom, ki je štel tedaj 600 milijonov prebivalcev, je odgovoren Mao Cetung in njegovi sodelavci. Po Stalinovem vzoru je tudi on uvedel kult osebnosti. 
Rdeča knjižica, v kateri so bili napisani njegovi izreki, je bila katekizem Kitajcev v tistem obdobju. Leta 1950 je z agrarno reformo razlastil veleposestnike, zemljo pa je dal kmetom. Prav tako je tega leta osvojil južno Kitajsko, ki je bila pod oblastjo KMT. Zavzeli so tudi Tibet, ki je leta 1951 dobil status avtonomne pokrajine. Leta 1959 so v njem krvavo zadušili vstajo. 

#### Gospodarstvo
Leta 1952 je gospodarstvo doseglo raven iz predvojnega obdobja. V začetku je bil zelo izrazit sovjetski vpliv. Tako kot oni, so tudi Kitajci namenili 60 % vseh investicij v industrijo, ki je bila malone v celoti podržavljena. Do leta 1958 je moralo kmetijstvo povečati proizvodnjo, potem, ko so Mao in njegovi sodelavci izvedli politiko Velik preskok naprej. Organiziralo se je v 27 000 ljudskih komunah. Uspelo jim je in že leta 1958 je bila žetev rekordna. A v naslednjih letih jim ni več šlo tako zelo dobro, kljub velikim novim površinam za namakanje (1949 je bilo 17 milijonov ha, leta 1958 pa kar 66 milijonov ha), kljub obsežnim nasadom gozdov proti eroziji tal in še kljub številnim izboljšavam. Razlog, da jim ni več šlo dobro so bile naravne katastrofe in slabo plansko gospodarstvo. Ti dogodki so povzročili katastrofalno kitajsko lakoto, ki je ubila na milijone Kitajcev. Namesto, da bi poskušal rešiti problem, je Mao zanj krivil protirevolucionarje in jih lažno obtoževal, da so skrivali in delili žito. Leti 1960 in 1961 sta bili leti hude gospodarske krize, ki jo je prizadela velika kitajska lakota. Gospodarstvo si je opomoglo šele med letoma 1964 in 1965.

#### Vloga žensk
Uresničena je bila enakopravnost moškega in ženske, kar je bilo za kitajske razmere revolucionarno dejanje.  Nov zakon o zakonski zvezi (1950) je prepovedal priležništvo (konkubinat) in zakonsko zvezo mladoletnih deklic, ki jo sklepajo starši, ob razvezi pa je ženi pripadal del moževih dohodkov.

#### Politika
V notranjepolitičnem dogajanju je treba poudariti razglasitev nove ustave (1954) in govor Maa Cetunga o sto cvetovih (1956). Po ustavi dne 20. septembra 1954 je Kitajska ljudska demokratična država, ki jo sestavlja 21 provinc in 5 avtonomnih pokrajin. Predsednika voli Narodni kongres. Mao Zedong je bil predsednik od 1. oktobra 1949 do 27. aprila 1959. V LR Kitajski sta država in partija še bolj povezani kot v drugih socialističnih državah. A se je komunizem na Kitajskem razvijal drugače kot drugod, še posebej po Stalinovi smrti. Takrat je Sovjetska zveza Kitajski nehala dajati pomoč in ruski inženirji so se vrnili v Rusijo. To je bila velika izguba za Kitajsko in nastopila je kriza. A Kitajska je vseeno šla naprej, opirajoč se na Maove besede, da bo vzhodni veter premagal veter z zahoda. Torej je kitajska leta 1959 začela z atomskim programom in takrat so izstrelili prvo atomsko bombo (16. oktobra v Tarimskem bazenu). Ostanki KMT so se umaknili na Tajvan (takrat Formozo) in tam ustanovili demokratično Kitajsko. 
Med letoma 1966 in 1972 se je odvijala Maova kulturna revolucija, ki pa ni bila naperjena samo proti »Zahodnjakom« in proti »stari partijski gardi« in njeni miselnosti, ampak tudi proti vsej »nazadnjaški« kulturni dediščini: ne le »zahodno-kapitalistični«, ampak tudi kitajski. Mlada in nahujskana »rdeča garda« je načrtno ali priložnostno preganjala in onemogočala ljudi s »staro miselnostjo«; po približnih ocenah je pobila več kot milijon ljudi. Obenem pa je strastno in nekulturno uničevala kar po vrsti dragocene zgodovinske spomenike, ki jih na Kitajskem ni manjkalo. Leta 1981 pa je kitajska komunistična partija priznala in razglasila, da je bila kulturna revolucija napačna in da je bila odgovorna za najhujše trpljenje, ki ga je utrpelo ljudstvo, država in partija od svojega nastanka. 
S Sovjetsko zvezo so se leta 1969 zapletli v obmejne spopade. Leta 1971 je bila Kitajska sprejeta v Organizacijo združenih narodov, leta 1972 jo je obiskal ameriški predsednik Richard Nixon.